# Station Cicalengka

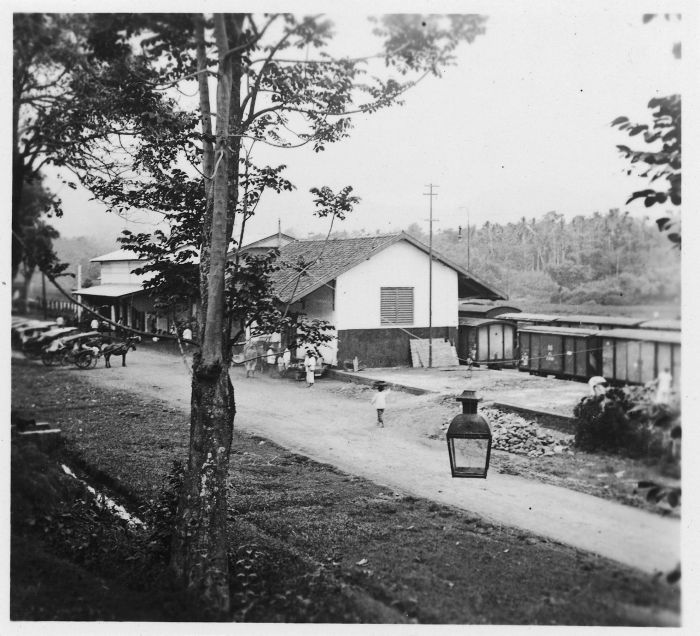
Spoorwegstation te Tjitjalengka in de Preanger, West-Java (1900-1910)

Station Cicalengka is een spoorwegstation in Cicalengka, Bandung in de Indonesische provincie West-Java.

## Bestemmingen
- Kutojaya Selatan naar Station Bandung Kiaracondong
- Lokal Bandung Raya naar Station Padalarang
- Serayu naar Station Pasar Senen
- Malabar naar Station Bandung